# دوبیاژن
دوبیاژن (به لهستانی:  Dubiażyn) یک روستا در لهستان است که در گمینا بیلسک پودلاسکی واقع شده‌است.